# Biografisch Portaal

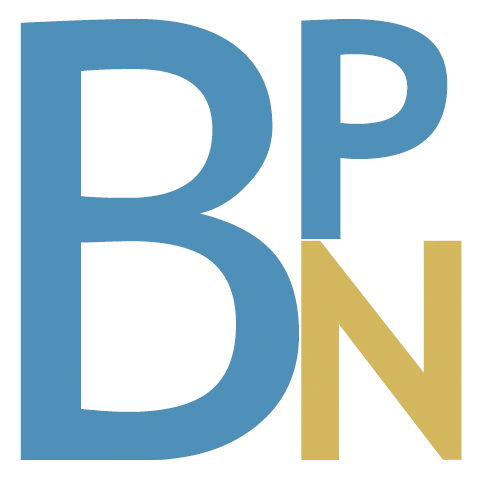
Logo

Biografisch Portaal (Portal biografic) este o inițiativă bazată la Institutul pentru Istorie Neerlandeză a lui Huygens în Amsterdam, cu scopul de a face textele biografice neerlandeze mai accesibile.